# プレスブルク線
プレスブルク線（独語;Pressburger Bahn）とは、オーストリア連邦鉄道が所有する鉄道線である。路線番号は191-01、時刻表番号は907。ヴィーンの空港アクセス鉄道として機能している。終点ヴォルフスタル駅にはブラチスラヴァの市バスが発着するため、両都市の連絡鉄道として利用することも可能。

## 歴史
駅名が示す通り、かつてはヴィーンとプレスブルク（現：ブラチスラヴァ）を結ぶ路線で、ブラチスラヴァ市電に乗り入れていたが、国境区間は廃止され、オーストリアの国内路線となっている。

## 運行形態[1]

### 特急「シティ・エアポート・トレイン(CAT)」
ヴィーン中央駅 - ヴィーン空港駅間に、30分間隔で運行している。なお、他の特急とは違い、乗車には特急料金が必要となる。

### 超特急「レイルジェット・エクスプレス(rjx)」
下記2系統がそれぞれ2時間サイクルで、合わせて60分間隔での運行となっている。
- ヴィーン空港 - ヴィーン本駅 - ザルツブルク - チューリヒ
- ヴィーン空港 - ヴィーン本駅 - ザルツブルク - ブレゲンツ
ウィーン以西は111号線に、速達型レイルジェットとして直通する。
2018年以前は、レイルジェット(rj)として運行していた。

### 超特急「レイルジェット(rj)」
下記2系統がそれぞれ2時間サイクルで、合わせて60分間隔での運行となっている。
- ヴィーン空港 - ヴィーン本駅 - ザルツブルク( - クラーゲンフルト)
ウィーン以西は111号線に、主要駅停車型のレイルジェットとして直通する。
2016年以前は、インターシティ(IC)として運行していた他、毎時1本の運行本数であった。また、2022年の冬・春は運休していた。
- ヴィーン空港 - ヴィーン本駅 - グラーツ
ウィーン以西は510号線に直通する。
2016年末に運行を開始した。

### 快速「レギオナルエクスプレス(REX)」
- REX7系統：　シュラインバッハ/フローリツドルフ - ヴィーン中央駅 - ヴォルフスタル
60分間隔の運行だが、平日午後はウィーン空港以西は30分間隔での運行となる。休日はヴィーン空港以西限定で一日1往復運行する。ウィーン以西は900号線に直通する。
過去の運行形態
2017年以前は、平日のみ、ヴォルフスタル行が一日7本、ヴィーン方面行が一日4本の運行であった。また種別はレギオナルツーク(R)であった。
2017年末以降、平日の朝・午後以降に限り本数が増加し、毎時1-2本程度運行する様になった。
2019年末に、ヴィーン空港以西に限り、休日に一日1往復の運行を開始した。
2021年度に、レギオナルエクスプレス(REX)に格上げされた。ただし、平日朝のレーオポルダウ行（レン通り以西は(S1)）1本のみレギオナルツーク(R)で残された。
2022年度に、全列車の種別がレギオナルエクスプレス(REX)に統一さえた。
2024年度より、終日60分間隔、平日午後のウィーン空港以西は30分間隔で運行する様になった。

### 普通「Sバーン(S)」
- S7系統：　902号線方面 - ヴィーン中央駅 - ヴィーン空港 ( - ヴォルフスタル)
S7系統として運行され、30分間隔での運行。うち、休日の半数、平日深夜の一部がヴィーン空港以西の運行となる。
2018年以前は、休日のヴィーン空港以東が、2時間に1本の運行であった。2023年度以前は、快速が平日午前に運行していなかったので、日中にもヴォルフスタル発着便が快速と合わせて1時間に1本運行していた。

### 過去の運行系統
- 特急「インターシティ(IC)」
ザルツブルク - ヴィーン本駅 - ヴィーン空港の系統で、1時間に1本運行していた。ウィーン以西は111号線に直通した。2016年末にレイルジェット(RJ)に格上げとなり、また本数も半減となった。

## 駅一覧
以下では、オーストリア国鉄907号線の駅と営業キロ、停車列車、接続路線などを一覧表で示す。
- 種別
  - CAT：特急「シティ・エアポート・トレイン」
  - RJ：超特急「レイルジェット」
  - IC：特急「インターシティ」
  - REX：快速「レギオナルエクスプレス」
  - S：普通「Sバーン」
- 停車駅
  - ■印：全列車停車
  - ●印：一部通過
  - ○印：一部停車
  - ｜印：全列車通過

| 路線名                           | 駅名                                             | 駅間営業キロ | 累計営業キロ | CAT | rjx | rj | REX | S                                                                                               | 接続路線 | 所在地                   | 所在地                         |
| -------------------------------- | ------------------------------------------------ | ------------ | ------------ | --- | --- | -- | --- | ----------------------------------------------------------------------------------------------- | --- | ------------------------ | ------------------------------ |
| 900                              | ウィーン中央駅                                   | -            | -0.1         | ■   |     |    | ■   | ■                                                                                               | 900号線（ホラブルン/ヴォルカースドルフ/ゲンザーンドルフ方面） ウィーン地下鉄3号線（ハイリゲンシュタット方面/ヒュッテルドルフ方面） ウィーン地下鉄4号線（オッタクリンク方面/ジンメリンク方面） | ウィーン市               | ラントシュトラセ区             |
| 907                              | レン通り駅                                       | 1.1          | 1.0          | ｜  |     |    | ■   | ■                                                                                               | 900号線（パイヤーバッハ方面） | ウィーン市               | ラントシュトラセ区             |
| 907                              | ザンクト・マークス・ヴィーンバイオセンター駅     | 1.2          | 2.2          | ｜  |     |    | ｜  | ■                                                                                               | | ウィーン市               | ラントシュトラセ区             |
| 907                              | ガイゼルベルク通り駅                             | 1.7          | 3.9          | ｜  |     |    | ｜  | ■                                                                                               | | ウィーン市               | ジンメリンク区                 |
| 907                              | 中央墓地駅                                       | 2.8          | 6.7          | ｜  |     |    | ｜  | ■                                                                                               | | ウィーン市               | ジンメリンク区                 |
| 907                              | カイゼレバースドルフ駅                           | 4.3          | 11.0         | ｜  | ｜  | ｜ | ■   | ■                                                                                               | ウィーン中央駅方面短絡線（ブレゲンツ方面） | ウィーン市               | ジンメリンク区                 |
| 907                              | シュヴェヒャト駅                                 | 1.6          | 12.6         | ｜  | ｜  | ｜ | ■   | ■                                                                                               | | ニーダーエスターライヒ州 | ヴィーン郊外郡                 |
| 907                              | マンスヴェアト駅                                 | 2.1          | 14.7         | ｜  | ｜  | ｜ | ｜  | ■                                                                                               | | ニーダーエスターライヒ州 | ヴィーン郊外郡                 |
| 907                              | ヴィーン空港(VIE)駅                              | 4.6          | 19.3         | ■   | ■   | ■  | ■   | ■                                                                                               | | ニーダーエスターライヒ州 | ヴィーン郊外郡                 |
| 907                              | フィシャメント駅                                 | 4.1          | 23.4         |     |     |    | ■   | ■                                                                                               | | ニーダーエスターライヒ州 | ヴィーン郊外郡                 |
| 907                              | マーリア・エレント・アン・デア・ドナウ駅         | 6.0          | 29.4         |     |     |    | ■   | ■                                                                                               | | ニーダーエスターライヒ州 | ブルック・アン・デア・ライタ郡 |
| 907                              | ハースラウ駅                                     | 1.6          | 31.0         |     |     |    | ●   | ■                                                                                               | | ニーダーエスターライヒ州 | ブルック・アン・デア・ライタ郡 |
| 907                              | レーゲルスブルン駅                               | 5.3          | 36.3         |     |     |    | ■   | ■                                                                                               | | ニーダーエスターライヒ州 | ブルック・アン・デア・ライタ郡 |
| 907                              | ヴィルドゥンクスマウアー駅                       | 1.7          | 38.0         |     |     |    | ●   | ■                                                                                               | | ニーダーエスターライヒ州 | ブルック・アン・デア・ライタ郡 |
| 907                              | ペートロネル・カーヌントゥム駅                   | 5.2          | 43.2         |     |     |    | ■   | ■                                                                                               | | ニーダーエスターライヒ州 | ブルック・アン・デア・ライタ郡 |
| 907                              | バド・ドイチュ・アルテンブルク駅                 | 4.7          | 47.9         |     |     |    | ■   | ■                                                                                               | | ニーダーエスターライヒ州 | ブルック・アン・デア・ライタ郡 |
| 907                              | ハインブルク・アン・デア・ドナウ文化工場駅       | 2.3          | 50.2         |     |     |    | ■   | ■                                                                                               | | ニーダーエスターライヒ州 | ブルック・アン・デア・ライタ郡 |
| 907                              | ハインブルク・アン・デア・ドナウ旅客駅           | 0.7          | 50.9         |     |     |    | ●   | ■                                                                                               | | ニーダーエスターライヒ州 | ブルック・アン・デア・ライタ郡 |
| 907                              | ハインブルク・アン・デア・ドナウ・ハンガリー門駅 | 0.7          | 51.6         |     |     |    | ■   | ■                                                                                               | | ニーダーエスターライヒ州 | ブルック・アン・デア・ライタ郡 |
| 907                              | ヴォルフスタル駅                                 | 4.6          | 56.2         |     |     |    | ■   | ■                                                                                               | | ニーダーエスターライヒ州 | ブルック・アン・デア・ライタ郡 |
|                                  | ベルク地方駅                                     | 4.5          | 60.7         |     |     |    |     |                                                                                                 | | ニーダーエスターライヒ州 | ブルック・アン・デア・ライタ郡 |
| コプチャニ駅                     | 1.4                                              | 62.1         |              |     |     |    |     |                                                                                                 | ブラチスラヴァ市 | 5区                      |                                |
| ペトルジャルカ・トヴァーレニ駅   | 1.1                                              | 63.2         |              |     |     |    |     |                                                                                                 | ブラチスラヴァ市 | 5区                      |                                |
| 上ペトルジャルカ駅               | 0.5                                              | 63.7         |              |     |     |    |     | スロバキア国鉄 132号線（コシツェ/セネツ方面、ヘジェシュハロム方面） 137号線（ウィーン本駅方面） | ブラチスラヴァ市 | 5区                      |                                |
| ヴィーン通り駅                   | 0.7                                              | 64.4         |              |     |     |    |     |                                                                                                 | ブラチスラヴァ市 | 5区                      |                                |
| ペトルジャルカ村駅               | 0.5                                              | 64.9         |              |     |     |    |     |                                                                                                 | ブラチスラヴァ市 | 5区                      |                                |
| ロデニツァ駅                     | 0.7                                              | 65.6         |              |     |     |    |     |                                                                                                 | ブラチスラヴァ市 | 5区                      |                                |
| ペトルジャルカ庭園駅             | 1.2                                              | 66.8         |              |     |     |    |     |                                                                                                 | ブラチスラヴァ市 | 5区                      |                                |
| アレーナ駅                       | 0.4                                              | 67.2         |              |     |     |    |     |                                                                                                 | ブラチスラヴァ市 | 5区                      |                                |
| ブラチスラヴァ市庁舎駅           | 0.9                                              | 68.1         |              |     |     |    |     |                                                                                                 | ブラチスラヴァ市 | 1区                      |                                |
| リュドヴィート・シトゥール広場駅 | 1.0                                              | 69.1         |              |     |     |    |     | ブラチスラヴァ市電（ルジノフ/ドゥーブラヴカ方面）                                               | ブラチスラヴァ市 | 1区                      |                                |
| フヴィエズドスラフ広場駅（廃止） |                                                  |              |              |     |     |    |     |                                                                                                 | ブラチスラヴァ市 | 1区                      |                                |
| イェセンスキー駅                 |                                                  |              |              |     |     |    |     | ブラチスラヴァ市電（ルジノフ/ドゥーブラヴカ方面）                                               | ブラチスラヴァ市 | 1区                      |                                |
| シャファーリク広場駅             |                                                  |              |              |     |     |    |     | ブラチスラヴァ市電 （ラチャ/ズラテー・ピェスキ/ルジノフ方面、ペトルジャルカ方面）               | ブラチスラヴァ市 | 1区                      |                                |